# Светлячок (DC Comics)
Светлячок (англ. Firefly), настоящее имя Гарфилд Линнс (англ. Garfield Lynns) — суперзлодей комиксов издательства DC Comics. Дебютировал в Detective Comics #184 и был создан Франсом Херроном и Диком Спрэнгом.
Гарфилд был экспертом по спецэффектам, но однажды решил использовать свои способности для ограбления. Однако Бэтмен и Робин остановили его. Тёмный рыцарь по ошибке погнался за настоящим светлячком, приняв его за горящую сигарету Линнса. Так у Гарфилда родилась идея стать суперзлодеем по прозвищу Светлячок.

## В медиа

### Телевидение
- Гарфилд Линн появляется в мультсериале «Бэтмен» 1992 года, роль озвучил Марк Ролстон. Является инженером-пиротехником.
  - Впервые появляется в The New Batman Adventures в эпизоде «Песня факела». Будучи уволенным своей бывшей девушкой и певицей Кэссиди, он решает убить её, но его останавливает Бэтмен. В серии «Легенды о Тёмном Рыцаре» Светлячка нанимают для поджога здания, чтобы его владелец получил страховые выплаты. Но трое подростков застают его на месте преступления, и их спасает лишь Бэтмен. Продюсеры хотели включить Светлячка в вышедший ранее Batman: The Animated Series, но телесеть Fox запретил использовать персонажей-пироманов.[4]
  - Возвращается в серии «Всего лишь сон» мультсериала Лига справедливости . Из-за переполненности Стонгейтской тюрьмы, Светлячка переводят на остров Страйкера в Метрополисе. Однако тюремный бунт позволяет ему и нескольким суперзлодеям сбежать, после чего он присоединяется к Вулкане,. Пара привлекает внимание членов Лиги справедливости Бэтмена и Зеленого Фонаря, которые сражаются с ними и возвращают на остров Страйкера.
  - В мультсериале «Бэтмен» Светлячок представлен в виде Гарфилда Линна, роль озвучил Джейсон Марсден. Дизайн костюма похож на шершня, у него присутствует реактивный ранец, а помимо огнемёта есть встроенные в суставы перчаток лазеры. После его появления в эпизоде «Большая жара» он несколько раз встречался с Бэтменом и злодеями Готэм-сити на протяжении всего сериала, такими как мистер Фриз в эпизоде «Пламя и лед». В эпизоде «Белая жара» Светлячок и доктор Джейн «Блейз» Блейздейл крадут изотоп фосфора, чтобы улучшить его костюм, но в результате несчастного случая Линн мутирует в пирокинетического сверхчеловека. Он сходит с ума и пытается разрушить Готэм, но терпит поражение от Бэтмена и отправляется в лечебницу Аркхэм.
- Гарфилд Линн появляется в мультсериале Batman: The Brave and the Bold, озвученном Робином Аткин Даунсом. Эта версия основана на его докризисном аналоге.
- Появляется в интернет-сериале DC Super Hero Girls, роль озвучил Хари Пейтон.
- Появился в сериале «Стрела».
- Женская версия Светлячка по имени Бриджит Пайк появляется в сериале «Готэм». Во втором сезоне и второй половине четвёртого сезона роль исполнила Мишель Вейнтимилла, в третьем сезоне и первой половине четвёртого сезона — Камила Перес[5]. Является сводной сестрой поджигателей Джо, Кейла и Эвана Пайков, которые оскорбляли и унижали её и заставляли работать в их квартире в Нарроуз. После того, как Эван был убит Джеймсом Гордоном и Натаниэлем Барнсом, Бриджит вынуждена помочь Джо и Кейлу поджечь здания Wayne Enterprises по приказу Освальда Кобблпота и Тео Галавана[6] Однако она обращается за помощью к своей старой подруге Селине Кайл, и они вдвоем грабят бордель, чтобы Бриджит могла покинуть Готэм-сити. Когда Джо и Кейл похищают её и угрожают ей, Бриджит убивает их из огнемета. Во время противостояния с Гордоном из-за утечки газа Бриджит случайно подожгла себя. Её доставляют в лечебницу Аркхэм, где профессор Хьюго Стрэндж исцеляет её и дает огнеупорный костюм. Когда Кайл врывается в Аркхэм, она обнаруживает, что у Бриджит развилась амнезия, и она считает себя «богиней огня». Кайл убеждает Бриджит сбежать, но мистер Фриз останавливает её. После боя с ним Бриджит сбегает до того, как здание взорвется. В третьем сезоне к ней вернулись воспоминания и она начала работать на заводе по переработке металлов, прежде чем Кобблпот и Айви Пеппер убедили её и Фриз присоединиться к ним в отвоевании преступной империи Кобблпота у Загадочника. В четвёртом сезоне Бриджит продолжает работать на Кобблпота, прежде чем присоединиться к «Легиону ужасов» Джерома Валески, чтобы помочь в распространении токсина страха Пугала по всему Готэму. Однако, помогая Легиону взять в заложники мэра Готэма и его сотрудников, Бриджит терпит поражение от Брюса Уэйна. Когда Иеремия Валеска разрушает мосты Готэма и объявляет город «нейтральной зоной» в финале четвёртого сезона, Бриджит и её банда претендуют на район Бауэри. После появления в сериале Бриджит была добавлена в комиксы.

### Кино
- В отменённом фильме Бэтгёрл 2022 года роль Светлячка исполнил Брендан Фрейзер. По словам актёра, его персонаж Тэд Карсон является ветераном войны, который из-за урезания льгот решает отомстить городу. В марте создатели разместили ролик, где Светлячок использует спаренный огнемёт[7][8].

### Компьютерные игры
- Появляется в качестве недоступного для выбора персонажа в игре Lego Batman: The Video Game в версии для Nintendo DS.
- Появляется в игре Lego Batman 3: Beyond Gotham, роль озвучил Робин Аткин Даунс. Является членом Легиона Рока, дизайн основан на мультсериале 2004 года.
- Является доступным персонажем в игре Lego DC Super-Villains, роль озвучил Криспин Фриман.

В серии игр Batman: Arkham Светлячок представлен в образе Гарфилда Линна, роль озвучил Криспин Фриман. Является одержимым пироманьяком, чьё тело покрыто ожогами на 90 %.
- Впервые появляется в приквеле Batman: Arkham Origins (2013) в качестве одного из восьми наёмных убийц, которым Чёрная маска за 50 млн. долл. поручил убить Бэтмена.[11] Чтобы привлечь внимание героя Светлячок закладывает взрывчатку на мосту Пионеров Готэма и берет нескольких заложников, готов совершить запланированное даже после раскрытия информации о том, что никакой награды за убийство Бэтмена не будет. Бэтмен обезвреживает бомбы с помощью капитана полицейского управления Готэм-сити Джеймса Гордона и побеждает злодея, прежде чем оставить его полиции[12]
- Возвращается в игре Batman: Arkham Knight (2015). Побочная миссия «По долгу службы» показывает, что перед игровыми событиями начальник пожарной службы Готэм-сити Рэймонд Андерхилл с целью предотвратить увольнение своих пожарных дал Светлячку список заброшенных и новых зданий, которые нужно сжечь. Однако поджигатель предал Андерхилла и похитил его и его команду во время захвата Готэм-сити Пугалом. Обнаружив, что произошло, Бэтмен спасает захваченных пожарных от нанятых Светлячком бандитов и раскрывает коррупцию Андерхилла. В побочной миссии «Готэм в огне» Светлячок пытается сжечь пожарные части Готэма, но Бэтмен преследует, побеждает и заключает его в тюрьму GCPD.